# Søværnets Operative Kommando
Søværnets Operative Kommando (SOK), var  fra 1961 til 2014  Søværnets operative hovedkvarter. Hovedparten af opgaverne og personellet fra SOK overgik til Marinestaben i 2014, som i 2019 ændrede navn til Søværnskommandoen (SVK).

## Historie
Hovedkvarteret var sidst placeret to steder i Århus. Det administrative hovedkvarter, der havde ca. 150 medarbejdere, var placeret i Brabrand. Operationscenteret var placeret i en bunker i Havreballe Skov, ved Marselisborg slot og havde også ca. 150 ansatte, mange i døgnbemandede vagtfunktioner. Desuden var Joint Rescue Coordination Centre også placeret i bunkeren i skoven. Sammen med de andre værnskommandoer, er Søværnskommandoen nu placeret i Karup.  
SOK havde en række myndighedsopgaver i og omkring de danske farvande, bl.a. farvandsovervågning, eftersøgnings- og redningstjeneste, isbrydning, overvågning af havmiljø og bekæmpelse af forurening. Løsningen af opgaverne sker i samarbejde med politiet, kommunerne, Søfartsstyrelsen, Beredskabsstyrelsen, Danmarks Meteorologiske Institut og SKAT.
SOK havde desuden ansvaret for at løse de opgaver, som Folketinget stiller til Søværnet via Forsvarskommandoen.
Disse opgaver løstes operativt af Søværnets skibe, underlagt de tre eskadrer. Søværnets Frømandskorps har nu ændret titel til Frømandskorpset, og er underlagt Specialoperationskommandoen (SOKOM).  Derudover samarbejdede SOK tæt med Beredskabskorpset, Flyvevåbnet og Marinehjemmeværnet. Myndighedsopgaverne løses i samarbejde med landets to maritime overvågningscentre (MOCN og MOCS), som havde den taktiske kontrol (TACON) over enhederne til søs, hvorimod SOK havde den operative kontrol (OPCON). 
Internationale opgaver løstes som hovedregel ved deltagelse i NATO-, FN- eller koalitionsstyrker.

## Chef for SOK
| No. | Portræt | Navn (Født–Død)                                           | Periode           | Periode            | Periode          | Ref.        |
| No. | Portræt | Navn (Født–Død)                                           | Tiltrådte         | Aftrådte           | Tid på Posten    | Ref.        |
| --- | ------- | --------------------------------------------------------- | ----------------- | ------------------ | ---------------- | ----------- |
| 1   |         | Kontreadmiral Aage Linde (1904–1980)                      | 1. juni 1961      | 31. marts 1965     | 3 år og 303 dage | [ 1 ]       |
| 2   |         | Kontreadmiral Adam Helms (1912–2011)                      | 1. april 1965     | 31. december 1969  | 4 år og 274 dage | [ 1 ]       |
| 3   |         | Kontreadmiral Ole Brinck-Lund (1918–2008)                 | 1. january 1970   | 30. april 1973     | 3 år og 119 dage | [ 1 ]       |
| 4   |         | Kontreadmiral Niels Færgemann Lange (1919–2006)           | 1. maj 1973       | 30. september 1974 | 1 år og 153 dage | [ 1 ]       |
| 5   |         | Kontreadmiral Henrik Marius Petersen (1919–1978)          | 1. oktober 1974   | 2. maj 1978 †      | 3 år og 213 dage | [ 1 ]       |
| –   |         | Flotilleadmiral Helge Nielsen (1921–2013)                 | 2. maj 1978       | 31. maj 1978       | 0 år og 29 dage  | [ 1 ]       |
| 6   |         | Kontreadmiral Fritz Carl Heisterberg-Andersen (1918–1984) | 1. juni 1978      | 30. september 1979 | 1 år og 121 dage | [ 1 ]       |
| –   |         | Flotilleadmiral Tage Nikolaj Laursen (1920–?)             | 1. oktober 1979   | 31. oktober 1979   | 0 år og 30 dage  | [ 1 ]       |
| –   |         | Kontreadmiral Niels Færgemann Lange (1919–2006)           | 1. november 1979  | 31. januar 1980    | 0 år og 91 dage  | [ 1 ]       |
| 7   |         | Kontreadmiral Sven Eigil Thiede (1924–2005)               | 1. februar 1980   | 30. april 1983     | 3 år og 88 dage  | [ 1 ]       |
| 8   |         | Kontreadmiral Johan Olfert Fischer (1925–?)               | 1. maj 1983       | 30. september 1984 | 1 år og 153 dage | [ 1 ]       |
| 9   |         | Kontreadmiral Jørgen Frits Bork (1927–2017)               | 1. oktober 1984   | 31. marts 1988     | 3 år og 182 dage | [ 1 ] [ 2 ] |
| 10  |         | Kontreadmiral Hans Jørgen Garde (1939–1996)               | 1. april 1988     | 31. oktober 1989   | 1 år og 213 dage | [ 1 ]       |
| 11  |         | Kontreadmiral Knud Erik Johan Borck (1940–2011)           | 1. november 1989  | 3. april 1995      | 5 år og 119 dage | [ 1 ] [ 3 ] |
| 12  |         | Kontreadmiral Kristen Husted Winther (1946–)              | 1. maj 1995       | 30. juni 2000      | 5 år og 60 dage  | [ 1 ]       |
| 13  |         | Kontreadmiral Tim Sloth Jørgensen (1951–)                 | 1. juli 2000      | 31. juli 2002      | 2 år og 30 dage  | [ 1 ]       |
| 14  |         | Kontreadmiral Kurt Birger Jensen (1949–)                  | 1. august 2002    | 31. juli 2005      | 2 år og 364 dage | [ 1 ]       |
| 15  |         | Kontreadmiral Nils Christian Wang (1958–)                 | 1. august 2005    | 31. august 2010    | 5 år og 30 dage  | [ 1 ] [ 4 ] |
| 16  |         | Kontreadmiral Finn Hansen (1957–)                         | 1. september 2010 | 1. april 2013      | 2 år og 212 dage | [ 1 ] [ 5 ] |
| –   |         | Flotilleadmiral Jan Leisborch (1954–)                     | 1. april 2013     | 15. april 2013     | 0 år og 14 dage  | [ 6 ]       |
| 17  |         | Kontreadmiral Frank Trojahn (1963–)                       | 15. april 2013    | 30. september 2014 | 1 år og 168 dage | [ 1 ] [ 6 ] |

## Fodnoter
1. 1 2 3 4 5 6 7 8 9 10 11 12 13 14 15 16 17 18 19 20  Balsved 2013.
2. ↑  Jensen, Henrik Dannemand (4. december 2017). "Viceadmiralen er gået fra borde". Berlingske. Berlingske Media. Hentet 16. maj 2018.
3. ↑  gravsted.dk (2013). "Knud Erik Johan Borck". Gravsted.dk. Hentet 28. maj 2018.
4. ↑  Kristeligt Dagblad (6. maj 2005). "Aktuelle navne". kristeligt-dagblad.dk. Kristeligt Dagblad. Hentet 16. maj 2018.
5. ↑  Hansen, Michelle (10. april 2013). "Ny chef for Søværnet". soefart.dk. Nordiske Medier. Hentet 16. maj 2018.
6. 1 2  Søværnets Operative Kommando (16. april 2013). "Ny chef for Søværnets Operative Kommando". Arkiveret fra originalen 19. maj 2018. Hentet 16. maj 2018.

- Balsved, Johnny E. (27. september 2013). "Chefer for Kystflåden og Søværnets operative Kommando". navalhistory.dk. Hentet 15. maj 2018.

56°9′14.61″N 10°5′41.17″Ø / 56.1540583°N 10.0947694°Ø